# Richard Cushing

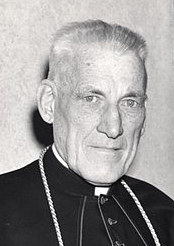
Richard Kardinal Cushing

Richard James Kardinal Cushing (* 24. August 1895 in Boston, Massachusetts, USA; † 2. November 1970 ebenda) war römisch-katholischer Erzbischof von Boston.

## Leben

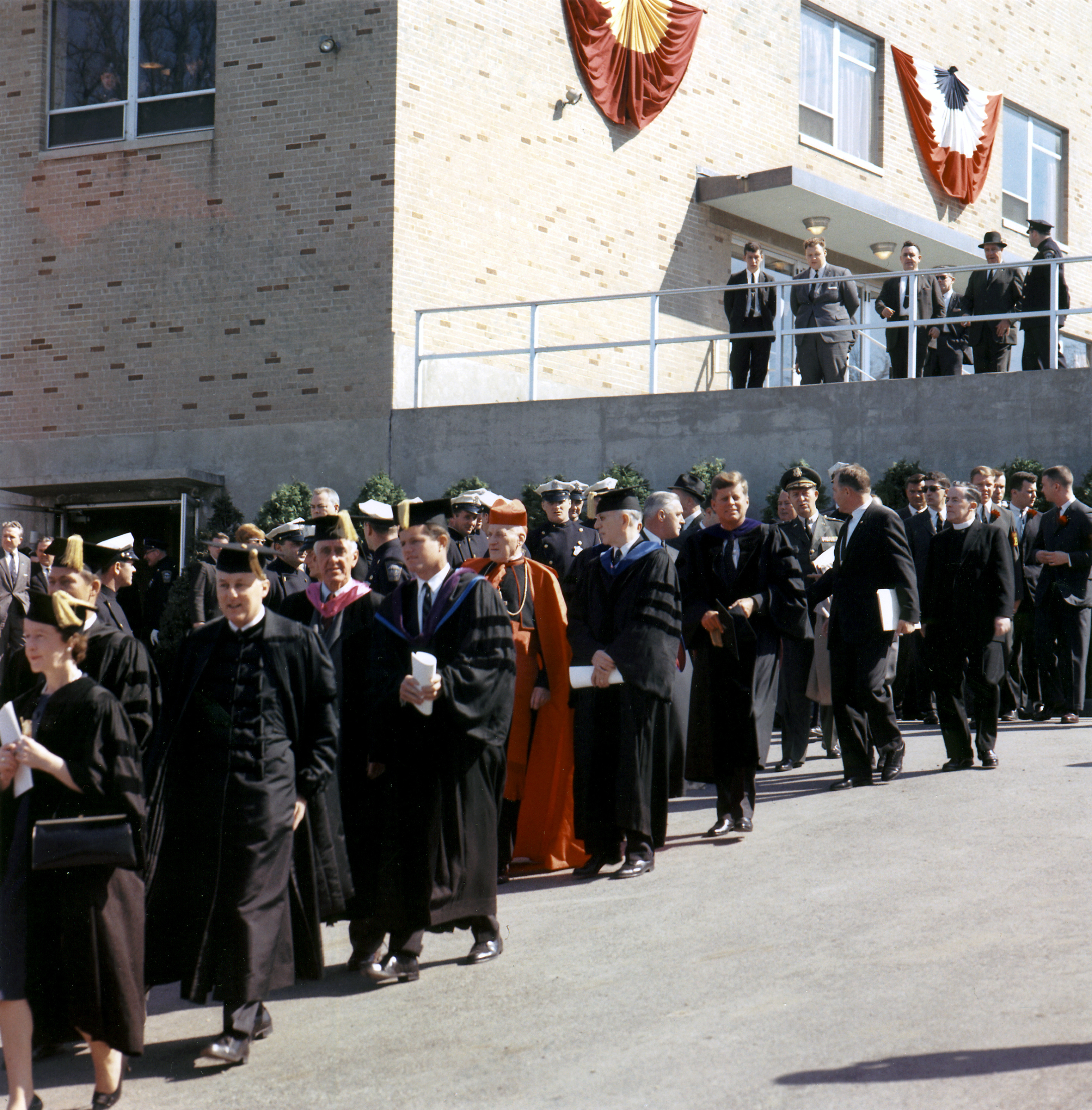
Kardinal Cushing (im roten Ornat) und Präsident John F. Kennedy (Mitte rechts) bei der Hundertjahrfeier des Boston Colleges (20. April 1963)

Kardinalswappen

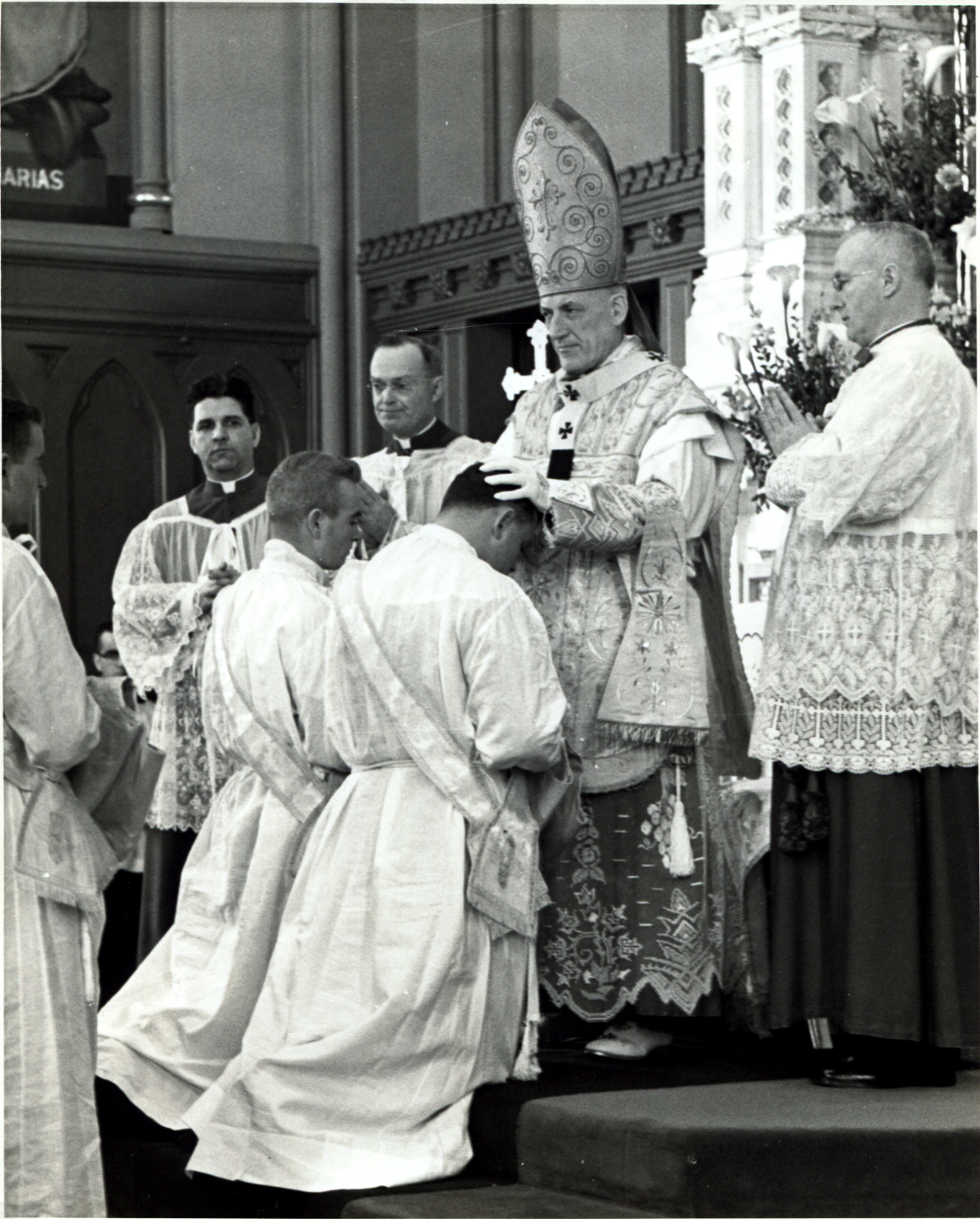
Erzbischof Cushing bei der Spendung der Priesterweihe (1958)

Der im Bostoner Stadtteil South Boston geborene Richard Cushing erhielt seine philosophische und theologische Ausbildung in Boston und Brighton. Er empfing am 26. Mai 1921 das Sakrament der Priesterweihe und arbeitete anschließend als Seelsorger im Erzbistum Boston. Von 1922 bis 1929 war er Stellvertretender Direktor, von 1929 bis 1944 Direktor der Gesellschaft für die Ausbreitung des Glaubens.
1939 wurde Cushing zum Titularbischof von Mela und Weihbischof in Boston ernannt. Die Bischofsweihe spendete ihm William Henry Kardinal O’Connell am 29. Juni 1939. Mitkonsekratoren waren der Bischof von Manchester, John Bertram Peterson, und der Apostolische Vikar von Jamaika, Thomas Addis Emmet SJ.
Am 25. September 1944 ernannte ihn Papst Pius XII. zum Erzbischof von Boston. Papst Johannes XXIII. nahm ihn am 15. Dezember 1958 als Kardinalpriester mit der Titelkirche Santa Susanna in das Kardinalskollegium auf.
Politisch unterstützte Cushing Francos Faschisten während des Spanischen Bürgerkriegs in den 1930er Jahren, den antikommunistischen Feldzug von Senator Joseph McCarthy in den 1950er Jahren und das militärische Eingreifen der USA in Vietnam in den 1960er Jahren. Sein politisches Denken war von einem exzessiven Antikommunismus geprägt, als er 1959 über den sowjetischen Regierungschef Nikita Chruschtschow äußerte, er arbeite „Tag und Nacht, in Gedanken und Taten... mit raffinierter Brutalität, wie alle seine Genossen, für den weltweiten Sieg des Kommunismus. Jedes Problem und jede Situation – Berlin, Genf, freundschaftliche Besuche, Kulturaustausch – dient dem einen Zweck: Weltrevolution.“
Richard Kardinal Cushing nahm in den Jahren 1962 bis 1965 als Konzilsvater am Zweiten Vatikanischen Konzil teil. Im Jahre 1963 leitete er die Beisetzungsfeierlichkeiten des ermordeten US-Präsidenten John F. Kennedy. 1965 konsekrierte er als päpstlicher Legat die Kathedrale von Galway in Irland. Die Leitung des Erzbistums Boston legte er aus Krankheitsgründen am 8. September 1970 nieder. Er starb am 2. November 1970 und wurde in der Kapelle der Colette School bestattet.

## Ehrungen
- 1952: Ehrendoktor des College of the Holy Cross
- 1952: Ehrendoktor der University of Portland
- 1957: Großes Verdienstkreuz mit Stern und Schulterband
- 1958: Ehrendoktor der National University of Ireland[3]
- 1959: Ehrendoktor der Saint Mary’s University Halifax[4]
- 1960: Orden El Sol del Perú
- 1965: Mitglied der American Academy of Arts and Sciences